# سد سچ
سد سچ (به لاتین: Seč Dam) یک سد در جمهوری چک است که در ستش (ناحیه خرودیم) واقع شده‌است.